# Inge Lehmann
Inge Lehmann, danska seizmologinja in geofizičarka, * 13. maj 1888, København, Danska, † 21. februar 1993, København, Danska.
Inge Lehmann je leta 1936 je na osnovi tedaj obstoječih seizmičnih podatkov domnevala na obstoj Zemljinega notranjega jedra s fizičnimi lastnostmi različnimi od zunanjega jedra in da Zemljino jedro ni enotna tekoča krogla. Seizmologi, ki do tedaj niso mogli oblikovati učinkovite hipoteze za opazovanje potresov, ki so oblikovali P-valove počasne pri doseganju določenih območij Zemljine notranjosti, so hitro sprejeli njen zaključek. Bila je članica Royal Society.

## Življenje in delo
Inge Lehmann se je rodila in odraščala v Østerbrou, delu Kopenhagna. Njen oče je bil eksperimentalni psiholog Alfred Georg Ludvik Lehmann (1858–1921). Svojo šolsko izobrazbo je pridobila v pedagoški progresivni srednji šoli, ki jo je vodila Hanna Adler, teta Niels Bohra. Oba, njen oče in Adlerjeva sta najbolj pomembno vplivala na njen intelektualni razvoj.
Študirala je matematiko na Univerzi v Kopenhagnu in na Univerzi v Cambridgeu, s prekinitvami zaradi slabega zdravja. Študij matematike na Univerzi v Cambridgeu (1910–1911) je nadaljevala na Visoki šoli v Newnhamu. Leta 1911 se je vrnila v Cambridge, z občutkom izčrpanosti zaradi dela in študija, je tega začasno odložila. Razvila je dobre numerične spretnosti v računovodski pisarni, kjer je delala več let, dokler ni šla leta 1918 na dokončanje študija na Univerzo v Kopenhagen. Magisterij iz fizike in matematike je zaključila v dveh letih. Ko se je vrnila na Dansko leta 1923, je bila sprejeta na Univerzi v Kopenhagnu na položaj pomočnika J.F. Steffensena, profesorja računovodske znanosti.
Po nekaj letih dela v zavarovalništvu je postala pomočnik geodeta Nielsa Erika Nørlunda, ki ji je podelil nalogo določanja seizmoloških opazovalnic na Danskem in Grenlandiji. V tistem času se je začela zanimati za seizmologijo. Leta 1928 je opravila izpit iz geodezije in sprejela položaj državne geodetinje in vodje Oddelka za seizmologijo na Geodetskem Inštitutu Danske, ki ga je vodil Nørlund.
V delu z naslovom P'  je Lehmannova najprej razlagala čase prihoda P-valov - ki so se nerazložljivo pojavili v senci P-valov Zemljinega jedra - kot odsev notranjega jedra. Drugi vodilni seizmologi tistega časa, kot so Ben Gutenberg, Charles Richter in Harold Jeffreys so sprejeli to razlago po dveh ali treh letih. Druga svetovna vojna in nemška okupacija je znatno omejila Lehmannino delo in njene mednarodne stike.
Lehmannova je kandidirala na razpisu za profesorja geofizike na Univerzi v Kopenhagnu, vendar ni bila izbrana. Leta 1953 je odšla iz Geodetskega inštituta v pokoju. Potem se je za nekaj let preselila v Združene države Amerike, kjer sta jo Maurice Ewing in Frank Presse vključila v študij Zemljine skorje in zgornjega plašča. V tem delu je razkrila še eno potresno diskontinuiteto, ki se nahaja na globini 190 na 250 km in ki zdaj nosi njeno ime, Lehmannina diskontinuiteta. Francis Birch je ugotovil, da je »Lehmannina diskontinuiteta z natančno preiskavo seismograma odkrila mojstrica črne umetnosti, za katero nobena količina informatizacije verjetno ne bi bila popoln nadomestek.«

## Nagrade in odlikovanja
Za svoje izjemne znanstvene dosežke je prejela številna priznanja, med njimi Gordon Wood Award (1960),  medaljo Emil Wiechert(1964), zlato medaljo danskega kraljevega društva za znanost in umetnosti (1965), Tagea Brandt Rejselegat (1938 in 1967), bila je izvoljena za člana Kraljeve družbe leta 1969,  medaljo William Bowie (1971, kot prva ženska) in medalja seizmološkega društva Amerike leta 1977. Prejela je častni doktorat  Columbia University leta 1964, Univerze v Kopenhagnu leta 1968, kakor tudi številna druga častna članstva.
Asteroid 5632 Ingelehmann je bil imenovan v njeno čast.
Leta 1997 je  American Geophysical Union ustanovila Inge Lehmann medaljo v čast »izjemnih prispevkov k razumevanju strukture, sestave in dinamike Zemljinega plašča in jedra«.
Ob 127. obletnici njenega rojstva ji je Google posvetil svoj svetovni Google Doodle..